# 引
引（いん、yǐn）は中国の伝統的な長さの単位である。1丈の10倍にあたる。実際の長さは時代によって異なる。
『漢書』律暦志に「度者、分・寸・尺・丈・引也。……十分為寸、十寸為尺、十尺為丈、十丈為引。」と見える。
1929年に市制が定められたときには「引」も定義されており、100尺 = 100/3メートル（約33.3m）であった。しかしあまり使われることはなく、中華人民共和国の市制では定義されていない。
近代の中国では、実用されていない単位であるが、メートル法での100mに当たるヘクトメートル（hm）に「引」の字を当て「公引」と称していたことがあった。